# Оборона Киевского укреплённого района (1941)
Оборона Киевского укреплённого района — оборонительные действия советских вооружённых сил в июле-сентябре 1941 года, часть Киевской стратегической оборонительной операции (7 июля — 26 сентября 1941 года).

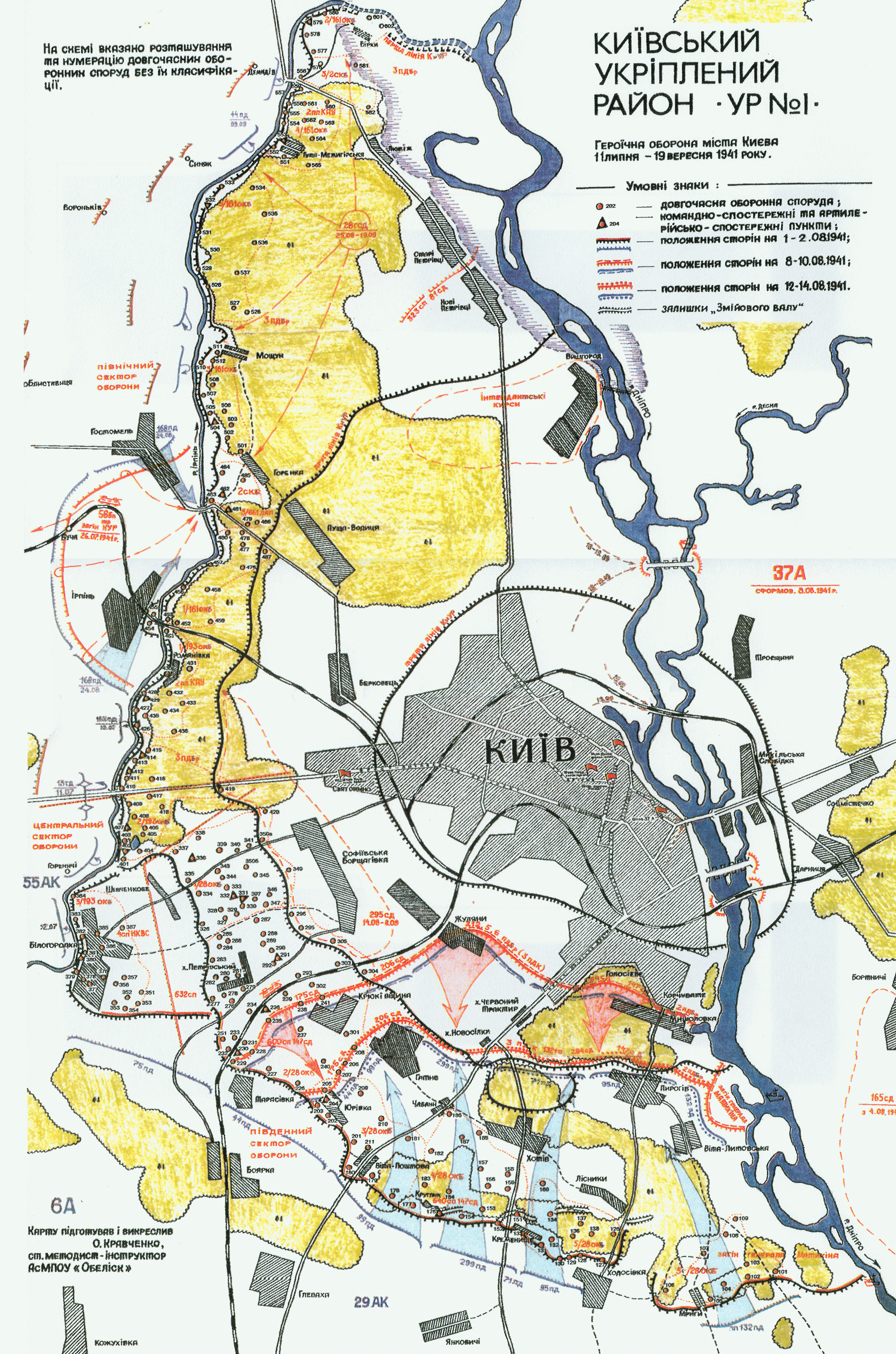
Карта боёв за КиУР

Изначально укреплённый район оборонялся собственно частями УРа. В качестве войск полевого заполнения выступали отошедшие на Киев после приграничных боёв стрелковые дивизии и полки, а также ряд частей, находившихся в резерве Юго-Западного фронта. С 10 августа 1941 года на базе войск Киевского укреплённого района создана 37-я армия). Тем самым была улучшена координация действий на данном участке фронта.
Усилиями оборонявшихся, совместно с 26-й (Ф. Я. Костенко) и 5-й армиями (М. И. Потапов), были задержаны на 2 месяца и ввязаны в изнурительные позиционные бои западнее Киева части 6-й армии немцев. Это позволило в тяжёлой ситуации 1941 года эвакуировать многие промышленные предприятия города, часть мирного населения и контингенты будущих призывников.

## Подготовка КиУР к боям
С началом войны штабом ЮЗФ были отданы указания о расконсервации укреплений КиУР. Полевые укрепления состояли из 3-х полос: первая полоса обороны (шла по р. Ирпень до села Белогородка, проходила вблизи н.п. Вита-Почтовая, Лесники, Мрыги и упиралась в р. Днепр), вторая полоса (г. Вышгород — Пуща-Водица — Беличи — Никольская Борщаговка — Пост-Волынский — Чоколовка — Голосеевский лес) и третья полоса (по окраине города), для 6-ти стрелковых дивизий. Кроме расконсервации ДОТов, требовалось оборудовать противотанковые препятствия, окопы и траншеи для полевых войск, огневые позиции для артиллерии и миномётов. С 30 июня по 6 июля на строительные работы привлекалось население города (от 50 до 160 тыс. чел. в день). Принимали участие в работах также и инженерные войска. Река Ирпень была перегорожена дамбой недалеко от Дымерского шоссе, с тем чтобы поднять уровень воды. Рылись эскарпы, противотанковые рвы, ставились минные поля и проволочные заграждения. В итоге было построено в первой полосе обороны более 700 дзотов, отрыто около 30 км противотанкового рва, до 10 км эскарпов, установлено около 15 км минных полей, металлические ежи, 16 км электрифицированных проволочных заграждений, не считая обычных. Во второй линии к 8 июля было отрыто до 25 км противотанковых рвов, около 5 км эскарпов, установлены ежи, оборудованы минные поля и проволочные заграждения.
Первая полоса обороны делилась на два сектора — Северный и Южный. Оборона Северного сектора поручалась 4-му мсп НКВД, 3-й вдбр, 161-му и 193-му опб, 2-му спб, 2-му Киевского артиллерийского училища (КАУ) и 377-го гапу. Южный же сектор защищали 147-я сд (600 и 640 сп), 28-й опб, 1-е Киевское артиллерийское училище, 344-й гап, 45-й, 538-й и 555-й иптад.

## Первые бои на линии КиУР (июль 1941)
13 тд 3-го моторизированного корпуса вермахта после взятия Житомира 9 июля, двигаясь по Житомирскому шоссе, достигла КиУРа. 11 июля (по другим сведениям, в ночь с 12 на 13 июля) произошел первый бой защитников КиУРа с немецкой мотопехотой, поддержанной танками. Советское боевое охранение покинуло правый (западный) берег реки Ирпень.
3-й моторизированный корпус вермахта приостановил наступление, так как без подхода 6-й армии Рейхенау и испытывая трудности со снабжением из-за растянутых коммуникаций, которые находились под ударами советской авиации и частей 5-й армии М. И. Потапова, штурмовать город было невозможно. Вплоть до конца июля 13-я танковая дивизия вынуждена была вести позиционные бои и (успешно) отражать контратаки 64-го корпуса (генерал-майор З. З. Рогозный), пока её не сменила подошедшая пехота.
30 июля вермахт нанес сильный удар силами трёх пехотных дивизий (99 лпд, 71 пд, 95 пд) по 64-му ск 26-й армии на стыке 165-й и 175-й сд на узком фронте Пинчуки — Винницкие Ставы. Именно здесь, вдоль шоссе Белая Церковь — Киев, противник стремился прорваться в город с юга. Разобщенные части 165-й сд к утру 31 июля были оттеснены на северо-восток. 175-я сд и сводный отряд генерал-майора Ф. Н. Матыкина (танковый, мотострелковый батальоны, артиллерийский полк) отошли в южный сектор КиУРа, а 165-я сд — за Днепр, заняв участок от села Бортничи до Воронков.

## 1-й штурм города (начало августа 1941)
После выхода на линию КиУР 29 ак (командир — генерал от инфантерии Ханс фон Обстфельдер) начал подготовку к штурму. Главный удар наносился силами 71 пд (полоса наступления р-н Вита-Почтовая — Круглик, по шоссе Васильков-Киев) и 95пд (полоса наступления с. Круглик — р. Днепр). Им противостоял сводный отряд генерал-майора Матыкина (берег Днепра), 147 сд (Вита-Почтовая — Пирогово) и 175 сд (Тарасовка — Юровка) с частями усиления, опиравшиеся на ДОТы КиУРа, гарнизоны которых на данном участке фронта состояли из бойцов 28-го опб. Позади, на второй линии обороны, была 206 сд.
Бои 2 августа. В ночь на 2 августа подразделение 95 пд вклинилось в советскую полосу обороны в районе Хотив и образовало небольшой плацдарм на северном берегу реки Сиверка (в немецких источниках река Вета). Утром следующего дня это вклинение было ликвидировано в результате контратаки. Утром 2 августа подразделениям 71 пд также удалось перейти Сиверку и вклиниться в линию советских укреплений между с. Вита-Почтовая — с. Круглик, образовав узкий плацдарм глубиной ок. 1500 м и шириной ок. 1000 м. Контратаки советских войск были отбиты.
Бои 4 августа. Утром в 6:00 4 августа после часовой артподготовки, с применением тяжелой артиллерии вплоть до калибра 305 мм, начался штурм КиУРа. Для борьбы с ДОТами 71 пд использовала тяжелые мортиры, реактивные миномёты Nebelwerfer (русск. прозвище «ишак» или нем. прозвище Stuka zu Fuss — «пешая штука») с зажигательными снарядами, штурмовые группы, вооруженные огнеметами, взрывчаткой и гранатами, а также отдельные дивизионы штурмовых орудий (Stug III). Под сильным огневым воздействием пехота полевого заполнения КиУРа отступала, оставив без прикрытия гарнизоны ДОТов и ДЗОТов. Немецкие штурмовые группы, используя мертвые пространства, смогли подбираться к ДОТам и забросать их гарнизоны гранатами и дымовыми шашками.
Деморализованная советская пехота отступила на 5 км за хутор Чабаны. Чтобы восстановить положение, советское командование использовало заградительные отряды и переброску в район прорыва пехоту 132 тп. Со второй половины дня усилились действия советской авиации в районе села Вита-Почтовая. К концу 4 августа 71 пд, отразив все советские контратаки, прорвала первую полосу обороны и продвинулась на несколько километров, заявив о разрушении 33 ДОТов и ДЗОТов и захвате 750 пленных.
На других участках немецкие 99 лпд, 95 пд и 44 пд 4 августа завязли в 1-й линии обороны КиУРа.
Бои 5 августа. В этот день также успешнее других действовала 71 пд, которой удалось взять штурмом хутор Чабаны и уничтожить 2-й батальон 132 тп, приданного 147 сд (много убитых и раненых, около 200 пленных). На помощь 147 сд был переброшен один батальон 3 ВДК в р-н х. Теремки. 2 вдб вместе с отрядом 32 мсп вела кровопролитные бои на левом фланге 147 сд близ села Хотив. Группа генерал-майора Ф. Н. Матыкина потеснила врага у села Мрыги.
Немецкая 44 пд взяла Юровку, а 99 лпд вела бои севернее Гатного, но обе дивизии дальше продвинуться не смогли. 95 пд начала наступление вдоль Днепра в районе Кременище — Хотив. К концу дня, несмотря на уничтожение 15 ДОТов и ДЗОТов, 3 танков и захвате 550 пленных и 1 зенитного орудия, она также завязла в 1-й линии обороны КиУРа.
Бои 6 августа. Ударная 71 пд смогла занять хутор Теремки, но лес на восточной окраине хутора 147 сд смогла отстоять в рукопашной схватке. 95 пд вплоть до вечера не смогла взять с. Хотив, при этом 71 пд вынуждена оказать помощь в зачистке этого населенного пункта. 278 пп 95 пд (правый фланг дивизии) топтался перед ДОТом № 103, потеряв за два дня 168 человек убитыми и ранеными.
В районе Юровки силами 728 сп 175 сд была проведена контратака во фланг наступающей вражеской группировке (44 пд), с целью вернуть село. Но попав под фланговый огонь в самом селе, полк вынужден был отойти на прежние позиции. На вечер общие потери защитников КиУРа достигли не менее 2200 чел. Резервов почти не оставалось.
Бои 7 августа. Вермахт ввёл в бой 299 пд, которая, находясь между 71 пд и 99 лпд, должна была наступать на с. Жуляны — ж.д. ст. Пост-Волынский — р-н Сталинка. В этот день части 299 пехотной дивизии (530 пп) попали под удачно проведенный огневой налет советской артиллерии и понесли потери. Из-за этого 71 пд, не получив поддержки слева от 299 пд, вела бои на широком фронте в р-не х. Теремки, имея плохо прикрытый левый фланг. Тем не менее лес на восточной окраине хутора после тяжелого боя был захвачен. Советская артиллерия вела фланговый огонь по частям 71 пд. Отдельные группы немцев просочившись через линию фронта достигли Байкового кладбища, что находится близ центрального ж.-д. вокзала Киева, где и были уничтожены отрядами Народного Опоплчения.
Советские контратаки в р-не Юровка, Гатное, Теремки были безрезультатны. 600 сп 147 сд был оттеснен в р-н Лесники, ближе к берегу Днепра. Расстроенный и сильно потрепанный полк, на грани паники, попытался переправиться на левый берег Днепра, но был остановлен охраной переправы.
Бои 8 августа. Полки 71 пд, отбив утренние советские контратаки, продолжили атаку и достигли прудов в северной части Голосеевского леса. 299 пд начала атаку на Жуляны и заняла восточную часть этого населенного пункта, при этом попала под сильный фланговый огонь советского бронепоезда слева. К вечеру после ряда контратак 206 сд, 3-й батальон 530 пп 299 пд оказался в окружении в с. Жуляны, которое было прорвано только на следующий день.
95 пд должна была овладеть с. Пирогово, но удачно проведенные атаки защитников КиУРа смешали порядки дивизии и нанесли немцам серьёзные потери. 278 пп 95 пд после 4 дней боев смог взять штурмом ДОТ № 103. 280 пп 95 пд достиг с. Мышеловка.
На участке Голосеевский лес — Жуляны в бой были введены штабом КиУР 212 вдб, 5 вдб и отряды НО. Продолжались безуспешные попытки отбить у немцев с. Юровка. В целях объединения усилий войск по удержанию Киева в этот день официально была образована 37-я армия (командующий ген.-майор А. А. Власов). Ставка ВГК передала в состав войск 37-й армии 284-ю сд полковника Г. П. Панкова и 295-ю сд полковника И. Д. Андрюкова.
Бои 9 августа. 95 пд должна была захватить советскую переправу в р-не Жуков остров. Но перед этим требовалось захватить с. Вита-Литовская, которое была взято поздно вечером после тяжелого боя. Переправы в этот день немцы так и не достигли. 71 пд получила приказ от командира 29 ак остановить наступление и провести зачистку Голосеевского леса. В этом районе было отбито 6 атак советских войск (212 вдб, 5 вдб, 206 сд, 147 сд), при существенно усилившейся активности советских артиллерии и ВВС. Продолжались безрезультатные бои 175 сд за Юровку и Тарасовку.
Бои 10 августа. Советское командование, получив к этому моменту свежие резервы (284 сд и 295 сд), усилило атаки на позиции 44 пд, 99 лпд, 71 пд, 299 пд и 95 пд. Так после интенсивной артподготовки 212 вдб и 206 сд заняли Жуляны, 175 сд смогла выбить немцев из Тарасовки. Отражению штурма так же способствовали атаки 26-й армии Костенко в р-не села Триполье и атаки 5-й армии Потапова на линии Ирпень — Ворзель — Бородянка — Малин.
Командование 29 ак осознало безуспешность штурма КиУР. Потери оказались по немецким меркам слишком высокими. Было принято решение остановить штурм Киева и выданы соответствующие приказы дивизиям корпуса, закрепится на занятых рубежах. Затем 29 ак принял решение отвести свои дивизии назад на позиции по северному берегу реки Сиверка. 1-й штурм города закончился.

## Советский контрудар (середина августа 1941)
С 10 августа начались контрудары советских войск на южном фасе КиУРа. Все это привело в последующие дни к смещению фронта на юг до линии Юровка — Вита-Почтовая — Круглик — Вита-Литовская.
С 11 по 15 августа 175 сд безуспешно штурмовала Юровку и хотя на окраине села смогла деблокировать ДОТ № 205 и два арткапонира № 206 и № 207, но отбить Юровку не смогла.
12 августа 206 сд и 212 вдб освободили село Гатное. 284 сд и 147 сд пытались выбить противника из Пирогово. Советская артиллерия в эти дни вела сильный огонь по позициям 71 пд, которая заняла оборону по северному берегу реки Сиверка. В середине августа потери дивизии от артогня составляли до 100 человек в день, из них около 30 убитыми. Не менее опасны были действия советских ВВС.
13 августа советские войска вышли к х. Чабаны, Вита-Литовская, охватили полукольцом Пирогово и Мышеловку. 95 пд отразила несколько атак советских войск в районе Пирогово.
14 августа по позициям 71 пд был впервые открыт огонь реактивных миномётов «Катюша». Немцы отметили большою неточность реактивных установок из-за слишком большого разброса снарядов (до 1000 м). На фронте 71 пд советские войска провели ряд атак силами до роты. Появились перебежчики, так в течение 3-х дней на позиции 191 пп 71 пд было задержано 250 русских перебежчиков. Тем не менее 206 сд удалось освободить х. Чабаны, а 284 сд подошла к совх. Феофания, заняла южную часть Пирогово и после многодневных боев, отмеченных также и немцами, заняла восточнее Пирогово безымянную высоту «мельница» (нем. Windmühlenhöhe).
15 августа восточнее Юровки был прорван фронт 99 лпд, но брешь была ликвидирована. По заявке 600 сп 147 сд корабли Киевского ОРК в этот день вели огонь по селам Кременище, Лесники и Хотив.
16 августа фронт окончательно остановился. Немцы небольшими группами пытались организовывать контратаки на фронте 147 сд и 284 сд, но были везде отбиты. 175 сд так и не освободив Юровку, начала окапываться, усиливая оборону минами и проволочными заграждениями. Советские части также стали окапываться на линии южная окраина х. Чабаны — южная окраина Пирогово — Вита-Литовская.

## Позиционные бои на линии КиУР (август — сентябрь 1941)
После 16 августа обе стороны проводили ночные вылазки, разведку, артиллерийские обстрелы. Оперативные сводки штаба 37-й армии за 17-23 августа почти не отмечают никакой боевой активности противника на фронте КиУРа. К 20-м числам августа советское командование приняло решение отвести 5-ю армию Потапова и 27 ск на левый берег Днепра в р-н Чернигов, так как группа армий "Центр" сильно нависала над северным флангом Юго-Западного фронта. Отход начался 21 августа. Немецкие войска ожидали этого и сразу же начали энергичное преследование, которое закончилось захватом вечером 23 августа захвата переправы через Днепр у села Окуниново. Таким образом к 24-25 августа части противника вошли в соприкосновение со всей линией обороны КиУРа. 24-25 августа немцы начали атаки силой до 2-х батальонов на с. Ирпень и с. Гостомель. 25 августа Гостомель был оставлен советскими частями.
После 24 августа основные усилия 37-й армии были направлены на ликвидацию немецкого плацдарма у села Окуниново.
26 августа 44 пд начала попытки переправиться через Ирпень в районе сёл Синяк, Демидово с задачей захватить на Днепре советскую понтонную переправу Лютеж — Сваромье и образовать плацдарм на левом берегу Днепра для последующего наступления на Киев. Но дивизия попала на восточном берегу Ирпени под сильный огонь ДОТов КиУРа. Связь с переправившейся пехотой была прервана. Только ночью, потеряв до роты, немцы вернулись на исходные позиции.
27 августа мониторы «Левачев», «Флягин» и «Смоленск» оказывали поддержку северному флангу КиУРа. В начале сентября ситуация на линии КиУРа не менялась. Сводки штаба 37-й армии указывают только на эпизодические бои в районах Белогородки, Юровки, Виты-Почтовой, Пирогово.